# NGC 4021
NGC 4021 is een elliptisch sterrenstelsel in het sterrenbeeld Hoofdhaar. Het en werd op 26 april 1878 ontdekt door de Deens-Ierse astronoom Johan Dreyer.

## Synoniemen
- MCG 4-28-112
- ZWG 127.124
- ARAK 339
- NPM1G +25.0271
- PGC 37730